# Maurycy Herling-Grudziński
Maurycy Herling-Grudziński właśc. Abram Mojżesz Herling vel Grudziński (ur. 6 października 1903 w Kielcach, zm. 21 grudnia 1966) – prawnik, adwokat, w okresie PRL sędzia Sądu Najwyższego.

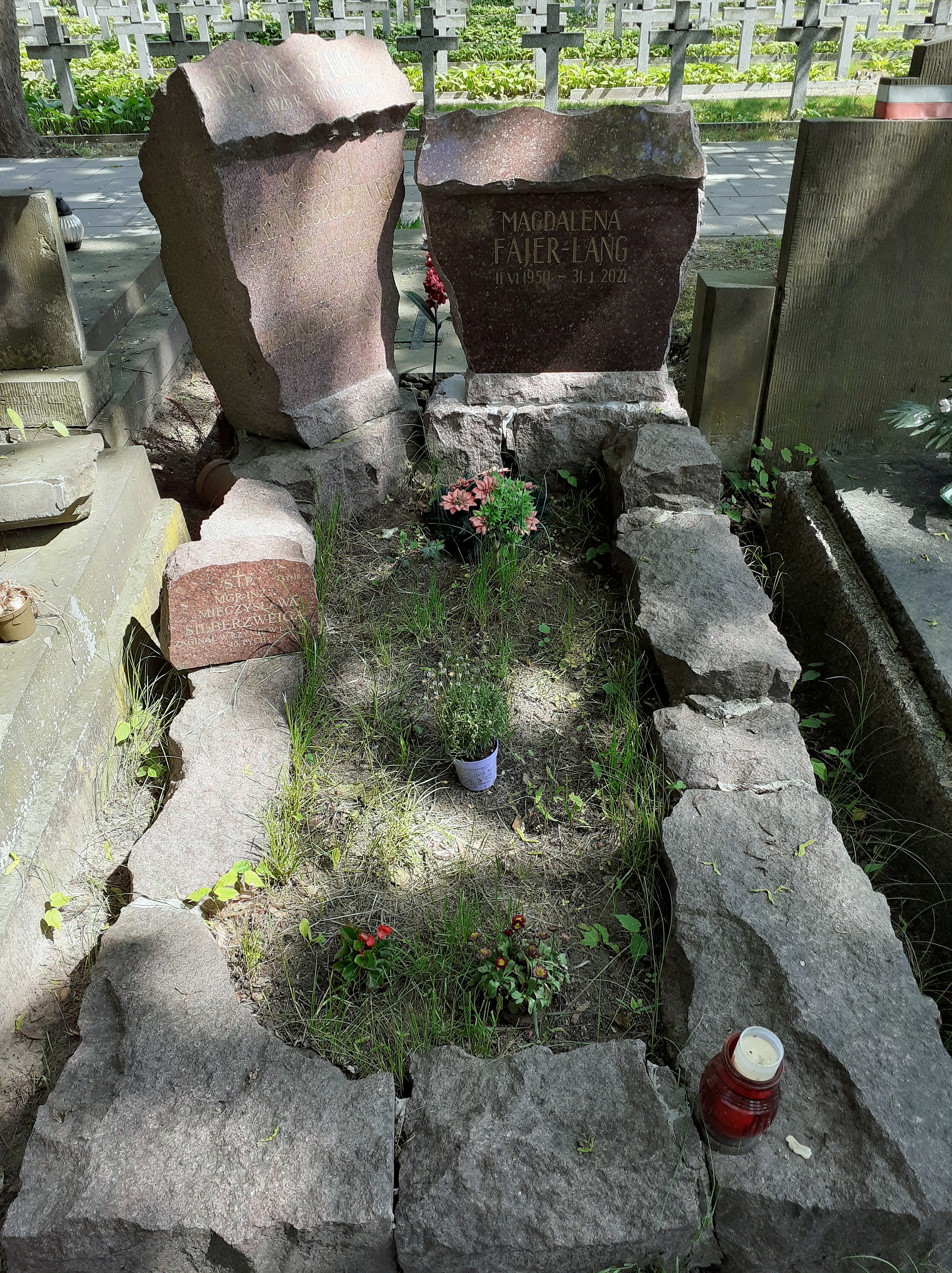
Grobowiec rodzinny Maurycego Herlinga-Grudzińskiego

## Życiorys
Urodził się 6 października 1903 w Kielcach. Jego ojciec Jakub vel Józef Herling-Grudziński był Żydem, matka, Dobrysia z Bryczkowskich, Polką z Grodna. Miał brata Gustawa oraz siostry Eugenię i Łucję, która była żoną płk. Mariana Utnika. 
Uczęszczał do szkoły przygotowawczej, później do rosyjskiego gimnazjum. Jego naukę przerwał wybuch I wojny światowej. 
W 1916 został uczniem Gimnazjum Państwowego im. J. Śniadeckiego w Kielcach. W trakcie nauki wstąpił ochotniczo do Wojska Polskiego i jako artylerzysta wziął udział w Bitwie Warszawskiej.
Ukończył prawo cywilne. Po przeprowadzce do Warszawy, w 1929 otworzył kancelarię adwokacką. 
Podczas okupacji niemieckiej działał w Radzie Pomocy Żydom „Żegota”, założył komórkę pod pseudonimem „Felicja” (od imienia swojej żony), która udzielała pomocy Żydom, m.in. w formie znajdowania kryjówek, przydziału fałszywych dokumentów, rozdziału zapomóg. Udzielił schronienia ok. 40 osobom we własnym domu na Boernerowie. Pod opieką „Felicji” pozostawało ok. 1/5 Żydów ukrywających się w okupowanej Warszawie. 
Brał udział w powstaniu warszawskim w drużynie rkm, był dwukrotnie ranny. Po kapitulacji powstania został wywieziony do Nadrenii. 
Po wojnie został sędzią Sądu Najwyższego PRL. Pod koniec 1948 wstąpił do PZPR i został członkiem powołanej w 1947 komisji do spraw opracowania jednolitego polskiego Kodeksu cywilnego.
Jego żoną była Felicja (1905–1984).
Zmarł 21 grudnia 1966. Pochowany na cmentarzu Wojskowym na Powązkach w Warszawie (kwatera B15-2-20).

## Ordery i odznaczenia
- Krzyż Oficerski Orderu Odrodzenia Polski (14 lipca 1954)[12]
- Krzyż Kawalerski Orderu Odrodzenia Polski (22 lipca 1947)[13]